# Stichting De Trans
Stichting De Trans ontstond in januari 1996 als resultaat van een fusie tussen verschillende organisaties op het gebied van zorg, dienstverlening en ondersteuning aan mensen met een verstandelijke handicap in de provincie Drenthe en Zuidoost-Groningen.